# Project64 (émulateur)
Project64, parfois abrégé « PJ64 », est un émulateur de la console Nintendo 64. Il a été créé en 2001 par Zilmar. Il utilise un système de plugins semblable à celui de l'émulateur 1964 ou Mupen64. Quelques plugins intégrés sont les plugins graphiques et sonores de Jabo ou Glide64 (DirectX 8 ou OpenGL).
Cet émulateur supporte une large gamme de jeux commerciaux de la console. Il a souvent été controversé quant à savoir quel émulateur avait le meilleur noyau. On s'accorde toutefois pour dire que les plugins fournis avec Project64 sont meilleurs, alors que le noyau de 1964 est plus stable. Mélanger les plugins de Project64 avec le noyau de 1964 est un bon compromis qui permet d'obtenir un émulateur très puissant et stable.

## Historique
- 25 mai 2001 : Sortie de la première version officielle.
- 9 juin 2001 : 1ère mise à jour du logiciel (sortie de la version 1.1).
- 1er avril 2005 : sortie de la version 1.6, qui sera la dernière version freeware.
- 23 août 2005 : le développement de la version 1.7 passe en beta fermée[1], où l'accès aux fichiers est payant (20 dollars).
- 25 décembre 2012 : passage à la version 2.0[2], toujours en beta fermée.
- 1er avril 2013 : fin de la période beta, qui aura duré huit ans ; sortie de la version 2.0.0.14 en accès gratuit et ouverture du code source[3] ; à noter que l'installateur comporte désormais des offres commerciales à décocher pour éviter l'installation de malwares.
- 1er avril 2015 : sortie de la version 2.2, célébrant les 10 ans de la version 1.6[4]
- 13 aout 2016 : sortie de la version 2.3, avec plus de 1000 changements depuis la version précédente[5].
- 23 janvier 2017 : sortie de la version 2.3.2 stable pour PC et Android[6].
- 19 juin 2021 : sortie de la version 3.0.1 stable pour PC et Android[7].
- 2022 jusqu’à aujourd’hui : sortie de la version expérimentale 4.0.